# ウェストステリングウェルフ
ウェストステリングウェルフ（オランダ語: Weststellingwerf [ˈʋɛststɛlɪŋˌʋɛr(ə)f] ( 音声ファイル)、ステリングワルフ方言: Weststellingwarf / Stellingwarf-Westaende）は、オランダ北部のフリースラント州にある基礎自治体（ヘメーンテ）。西フリジア語ではなく、オランダ低ザクセン語のステリングワルフ方言が話される。
市の中心地はウォルフェーハで、ウォルフェーハ駅がある。ペペルハは最後のニューアムステルダム総督であるピーター・ストイフェサントの出身地である。

## 地区
| - ブレスデイケ (Blesdijke) - ボエイル (Boijl) - デ・ブレッセ (De Blesse) - デ・フーフェ (De Hoeve) - ランヘリッレ (Langelille) - ムンネケブレン (Munnekeburen) - ネイエホルトパーデ (Nijeholtpade) - ネイエホルトウォルデ (Nijeholtwolde) - ネイエラマー (Nijelamer) - ネイエトレイネ (Nijetrijne) - ノールトウォルデ (Noordwolde) - オルデホルトパーデ (Oldeholtpade) - オルデホルトウォルデ (Oldeholtwolde) | - オルデラマー (Oldelamer) - オルデトレイネ (Oldetrijne) - オーステルストレーク (Oosterstreek) - ペペルハ (Peperga) - スヘルペンゼール (Scherpenzeel) - スレイケンブルフ (Slijkenburg) - ソンネハ (Sonnega) - スパンハ (Spanga) - ステッヘルダ (Steggerda) - ター・イドザルト (Ter Idzard) - ウィンケーハ (Vinkega) - ウォルフェーハ (Wolvega) - ザントホイゼン (Zandhuizen) |

2013年のウェストステリングウェルフ市の地図